# Cyanea magnicalyx
Cyanea magnicalyx är en klockväxtart som beskrevs av Thomas G. Lammers. Cyanea magnicalyx ingår i släktet Cyanea, och familjen klockväxter. Inga underarter finns listade i Catalogue of Life.

## Bildgalleri

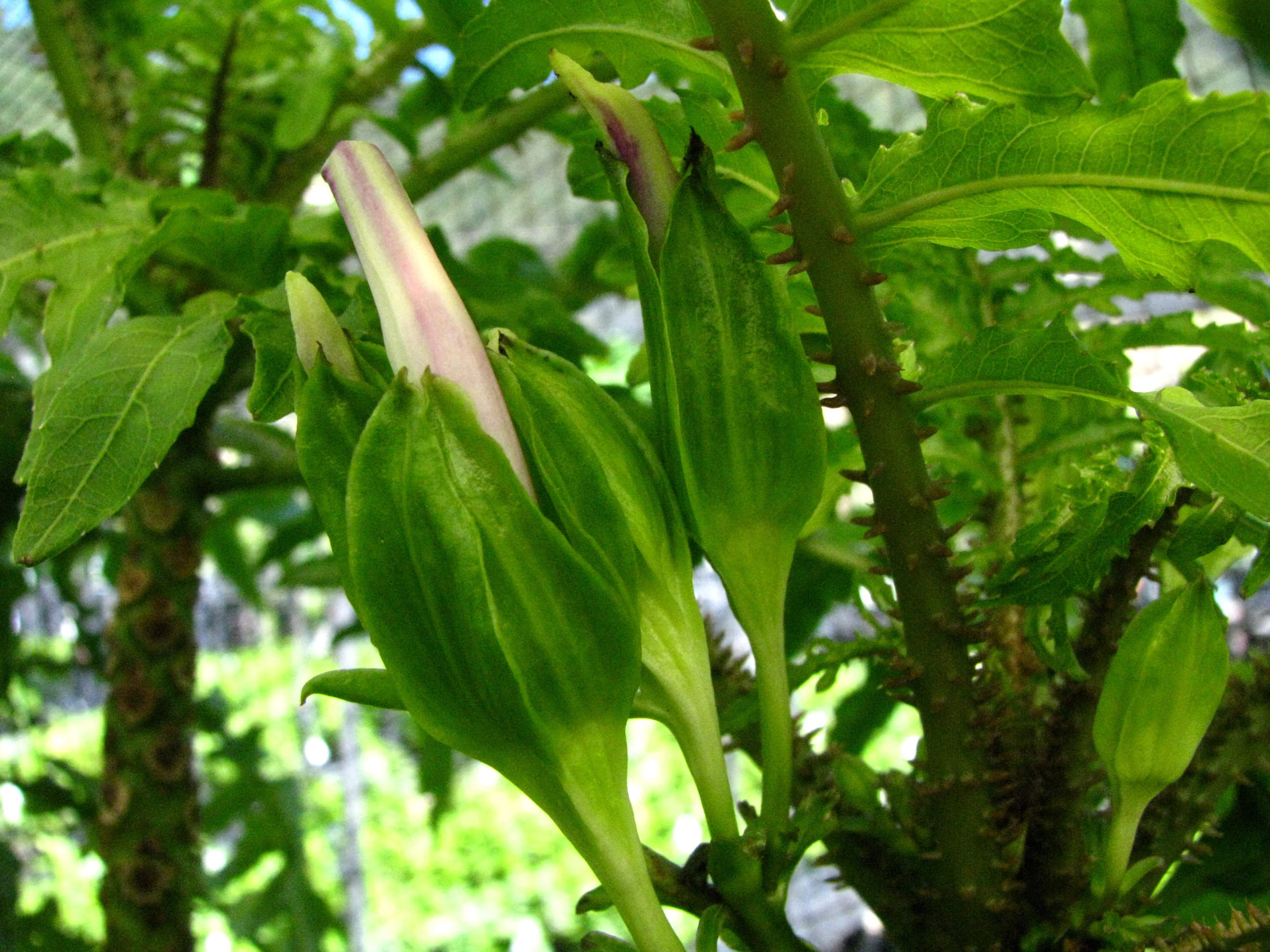